# ییلاق آمورن
ییلاق آمورن (به لاتین: Yeylaq-e Amurn) یک منطقهٔ مسکونی در افغانستان است که در ولایت بدخشان واقع شده‌است.